# 4094 Aoshima
4094 Aoshima је астероид главног астероидног појаса са средњом удаљеношћу од Сунца која износи 2,879 астрономских јединица (АЈ).
Апсолутна магнитуда астероида је 13,2.